# Biatlo nos Jogos Paralímpicos de Inverno de 2014
As competições de biatlo nos Jogos Paralímpicos de Inverno de 2014 foram realizadas no Centro de Esqui Cross-Country e Biatlo Laura, na Clareira Vermelha, em Sóchi, entre os dias 8 e 14 de março.

## Calendário
| Março  | 8 | 9 | 10 | 11 | 12 | 13 | 14 | 15 | 16 |
| ------ | - | - | -- | -- | -- | -- | -- | -- | -- |
| Biatlo | 6 |   |    | 6  |    |    |    |    | 6  |

|  | Dia de competição |  | Dia de final |

## Programação
Horário local (UTC+4).
| Data        | Hora  | Evento                                  |
| ----------- | ----- | --------------------------------------- |
| 8 de março  | 10:00 | 6 km feminino – Atletas sentados        |
| 8 de março  | 10:25 | 7,5 km masculino – Atletas sentados     |
| 8 de março  | 12:00 | 6 km feminino – Atletas em pé           |
| 8 de março  | 12:15 | 7,5 km masculino – Atletas em pé        |
| 8 de março  | 13:05 | 6 km feminino – Deficientes visuais     |
| 8 de março  | 13:44 | 7,5 km masculino – Deficientes visuais  |
| 11 de março | 10:00 | 10 km feminino – Atletas sentados       |
| 11 de março | 10:48 | 12,5 km masculino – Atletas sentados    |
| 11 de março | 13:00 | 10 km feminino – Atletas em pé          |
| 11 de março | 13:20 | 12,5 km masculino – Atletas em pé       |
| 11 de março | 14:30 | 10 km feminino – Deficientes visuais    |
| 11 de março | 14:45 | 12,5 km masculino – Deficientes visuais |
| 14 de março | 10:00 | 15 km masculino – Atletas sentados      |
| 14 de março | 10:20 | 12,5 km feminino – Atletas sentados     |
| 14 de março | 12:30 | 15 km masculino – Atletas em pé         |
| 14 de março | 13:58 | 12,5 km feminino – Atletas em pé        |
| 14 de março | 15:20 | 15 km masculino – Deficientes visuais   |
| 14 de março | 15:25 | 12,5 km feminino – Deficientes visuais  |

## Medalhistas
Masculino
| Evento           | Evento              | Ouro                                             | Prata                                                    | Bronze                                                                                               |
| ---------------- | ------------------- | ------------------------------------------------ | -------------------------------------------------------- | --- |
| 7,5 km detalhes  | Atletas sentados    | Roman Petushkov RUS Rússia                       | Maksym Yarovyi UKR Ucrânia                               | Kozo Kubo JPN Japão                                                                                  |
| 7,5 km detalhes  | Atletas em pé       | Vladislav Lekomtcev RUS Rússia                   | Mark Arendz CAN Canadá                                   | Azat Karachurin RUS Rússia                                                                           |
| 7,5 km detalhes  | Deficientes visuais | Vitaliy Lukyanenko Guia: Borys Babar UKR Ucrânia | Nikolay Polukhin Guia: Andrey Tokarev RUS Rússia         | Vasili Shaptsiaboi Guia: Mikhail Lebedzeu BLR Bielorrússia                                           |
| 12,5 km detalhes | Atletas sentados    | Roman Petushkov RUS Rússia                       | Alexey Bychenok RUS Rússia                               | Grigory Muryigin RUS Rússia                                                                          |
| 12,5 km detalhes | Atletas em pé       | Azat Karachurin RUS Rússia                       | Nils-Erik Ulset NOR Noruega                              | Mark Arendz CAN Canadá                                                                               |
| 12,5 km detalhes | Deficientes visuais | Vitaliy Lukyanenko Guia: Borys Babar UKR Ucrânia | Nikolay Polukhin Guia: Andrey Tokarev RUS Rússia         | Vasili Shaptsiaboi Guia: Mikhail Lebedzeu BLR Bielorrússia                                           |
| 15 km detalhes   | Atletas sentados    | Roman Petushkov RUS Rússia                       | Grigory Murygin RUS Rússia                               | Aleksandr Davidovich RUS Rússia                                                                      |
| 15 km detalhes   | Atletas em pé       | Grygorii Vovchynskyi UKR Ucrânia                 | Nils-Erik Ulset NOR Noruega                              | Kirill Mikhaylov RUS Rússia                                                                          |
| 15 km detalhes   | Deficientes visuais | Nikolay Polukhin Guia: Andrey Tokarev RUS Rússia | Anatolii Kovalevskyi Guia: Oleksandr Mukshyn UKR Ucrânia | Stanislav Chokhlaev Guia: Maksim Pirogov RUS Rússia Vitaliy Lukyanenko Guia: Borys Babar UKR Ucrânia |

Feminino
| Evento           | Evento              | Ouro                                               | Prata                                              | Bronze                                             |
| ---------------- | ------------------- | -------------------------------------------------- | -------------------------------------------------- | -------------------------------------------------- |
| 6 km detalhes    | Atletas sentadas    | Andrea Eskau GER Alemanha                          | Svetlana Konovalova RUS Rússia                     | Olena Iurkovska UKR Ucrânia                        |
| 6 km detalhes    | Atletas em pé       | Alena Kaufman RUS Rússia                           | Anna Milenina RUS Rússia                           | Iuliia Batenkova UKR Ucrânia                       |
| 6 km detalhes    | Deficientes visuais | Mikhalina Lysova Guia: Alexey Ivanov RUS Rússia    | Iuliia Budaleeva Guia: Tatiana Maltseva RUS Rússia | Oksana Shyshkova Guia: Lada Nesterenko UKR Ucrânia |
| 10 km detalhes   | Atletas sentadas    | Anja Wicker GER Alemanha                           | Svetlana Konovalova RUS Rússia                     | Olena Iurkovska UKR Ucrânia                        |
| 10 km detalhes   | Atletas em pé       | Alena Kaufman RUS Rússia                           | Oleksandra Kononova UKR Ucrânia                    | Natalia Bratiuk RUS Rússia                         |
| 10 km detalhes   | Deficientes visuais | Mikhalina Lysova Guia: Alexey Ivanov RUS Rússia    | Iuliia Budaleeva Guia: Tatiana Maltseva RUS Rússia | Oksana Shyshkova Guia: Lada Nesterenko UKR Ucrânia |
| 12,5 km detalhes | Atletas sentadas    | Svetlana Konovalova RUS Rússia                     | Anja Wicker GER Alemanha                           | Olena Iurkovska UKR Ucrânia                        |
| 12,5 km detalhes | Atletas em pé       | Oleksandra Kononova UKR Ucrânia                    | Alena Kaufman RUS Rússia                           | Natalia Bratiuk RUS Rússia                         |
| 12,5 km detalhes | Deficientes visuais | Iuliia Budaleeva Guia: Tatiana Maltseva RUS Rússia | Mikhalina Lysova Guia: Alexey Ivanov RUS Rússia    | Oksana Shyshkova Guia: Lada Nesterenko UKR Ucrânia |

## Quadro de medalhas
| Ordem | País             | Medalha de ouro | Medalha de prata | Medalha de bronze |    |
| ----- | ---------------- | --------------- | ---------------- | ----------------- | -- |
| 1     | RUS Rússia       | 12              | 11               | 7                 | 30 |
| 2     | UKR Ucrânia      | 4               | 3                | 8                 | 15 |
| 3     | GER Alemanha     | 2               | 1                |                   | 3  |
| 4     | NOR Noruega      |                 | 2                |                   | 2  |
| 5     | CAN Canadá       |                 | 1                | 1                 | 2  |
| 6     | BLR Bielorrússia |                 |                  | 2                 | 2  |
| 7     | JPN Japão        |                 |                  | 1                 | 1  |
| TOTAL | TOTAL            | 18              | 18               | 19                | 55 |